# Rhombophylla xylinopis
Rhombophylla xylinopis är en fjärilsart som beskrevs av Turner 1910. Rhombophylla xylinopis ingår i släktet Rhombophylla och familjen Uraniidae. Inga underarter finns listade.